# 許凱
許凱（シュー・カイ、1995年3月5日 - ）は、中国の俳優、モデル、歌手。2013年よりモデル活動、2016年9月より俳優活動開始。

## 経歴
2013年、高校時代からモデル活動を始め、12月中国広州国際モデルコンテストのスチールモデル部門で優勝、モデル事務所に所属。
2016年、欢娱影视と契約し俳優デビュー。国立華南農業大学経済学部自主退学。
2018年、『瓔珞〜紫禁城に燃ゆる逆襲の王妃〜』の富察傅恒役で注目を集める。。
2019年より横店影視城のイメージキャラクターを務める。『招揺』で初主演を果たす。

## 出演

### テレビドラマ
※ 太字は主役。
- 夢回朝歌 (夢回朝歌)（未放送） - 楊戩 役
- 鳳囚凰 〜陰謀と裏切りの後宮〜（鳳囚凰）（2018、湖南衛視） - 沈遇 役
- 瓔珞〜紫禁城に燃ゆる逆襲の王妃〜（延禧攻略）（2018、愛奇藝） - 富察傅恒 役
- 招揺（招搖）（2019、湖南衛視・愛奇藝） - 墨青/厲塵瀾 役
- 烈火士官学校 〜ステキ男子とイケメン女子（烈火軍校）（2019、愛奇藝） - 顧燕幀 役
- 霊剣山（從前有座靈劍山）（2019、愛奇藝、騰訊視頻） - 王陸 役
- 大唐流流〜宮廷を支えた若き女官〜（骊歌行）（2021、愛奇藝、騰訊視頻） - 盛楚慕 役
- 天舞紀〜トキメキ☆恋空書院〜（天舞紀）（2019、愛奇藝） - 李玄 役
- 君の笑顔にメロメロ（你微笑時很美）（2021、優酷） - ルー・シーチェン 役
- 千古の愛、天上の詩（千古玦塵）（2021、騰訊視頻） - 白玦/清穆/柏玄 役[2]
- 尚食 〜美味なる恋は紫禁城で〜（尚食）（2022、芒果TV） - 朱瞻基 役[3]
- マリアージュ・ブラン〜嘘つき弁護士の愛の法則〜（愛的二八定律）（2022、騰訊視頻） - 陽華 役[4]
- 天官の継承者 ディン・ユンチー 〜秘宝と愛の物語（迷航昆侖墟）（2022、愛奇藝） - ディン・ユンチー 役
- 雪華の炎〜揺るぎない誓い〜（雪鷹領主）（2021、騰訊視頻） - 東伯雪鷹 役[5]
- 楽遊原（樂遊原）（2023、腾讯视频） - 李嶷 役
- 祈今朝〜失われた記憶、共鳴する愛〜（祈今朝）（2024、腾讯视频） - 越今朝／扁絡桓 役[6]
- 星より輝く君へ（你比星光美麗）（2024） - 韓廷 役
- （承歡記）（2024） - 姚志明 役
- （子夜歸）（未放送） - 梅逐雨 役

### 映画
- （藍色生死恋）（2019、优酷） - 韓泰 役
- 1921（1921）（2021、优酷） - 沈雁冰 役

### バラエティ
- 密室大逃脫第五季（2023、芒果TV）